# Discografia degli You Me at Six
Questa è la discografia del gruppo musicale britannico You Me at Six.

## Album

### Album in studio
| Anno | Titolo                                                                                             | Classifiche | Classifiche | Classifiche | Classifiche | Classifiche | Certificazioni |
| Anno | Titolo                                                                                             | UK          | UK Rock     | AUS         | IRE         | USA         | Certificazioni |
| ---- | -------------------------------------------------------------------------------------------------- | ----------- | ----------- | ----------- | ----------- | ----------- | -------------- |
| 2008 | Take Off Your Colours - Pubblicato: 6 ottobre 2008 - Etichetta: Slam Dunk Records, Epitaph Records | 25          | —           | —           | —           | —           | - UK: Oro      |
| 2010 | Hold Me Down - Pubblicato: 11 gennaio 2010 - Etichetta: Virgin Records, Epitaph Records            | 5           | —           | —           | 24          | —           | - UK: Oro      |
| 2011 | Sinners Never Sleep - Pubblicato: 3 ottobre 2011 - Etichetta: Virgin Records                       | 3           | 1           | 28          | 39          | 213         | - UK: Oro      |
| 2014 | Cavalier Youth - Pubblicato: 24 gennaio 2014 - Etichetta: Virgin Records                           | 1           | 1           | 14          | 27          | 124         | - UK: Argento  |

### Album dal vivo
| Anno | Titolo                                                                                          |
| ---- | ----------------------------------------------------------------------------------------------- |
| 2013 | The Final Night of Sin at Wembley Arena - Pubblicato: 25 marzo 2013 - Etichetta: Virgin Records |

## EP
| Anno | Titolo                            | Note |
| ---- | --------------------------------- | --- |
| 2006 | We Know What It Means to Be Alone | Contenente i primi 5 brani registrati dalla band                                                                                |
| 2007 | Untitled 4 Track                  | Contenente 4 brani inediti, tra cui le prime versioni di The Rumour e Gossip, successivamente inserite in Take Off Your Colours |

## Singoli
| Anno | Titolo                           | Classifiche | Classifiche | Album di provenienza  |
| Anno | Titolo                           | UK          | UK Rock     | Album di provenienza  |
| ---- | -------------------------------- | ----------- | ----------- | --------------------- |
| 2007 | Save It for the Bedroom          | 145         | —           | Take off Your Colours |
| 2008 | If I Were in Your Shoes          | —           | —           | Take off Your Colours |
| 2008 | Gossip                           | —           | —           | Take off Your Colours |
| 2008 | Jealous Minds Think Alike        | 100         | —           | Take off Your Colours |
| 2009 | Finders Keepers                  | 33          | —           | Take off Your Colours |
| 2009 | Kiss and Tell                    | 42          | —           | Take off Your Colours |
| 2009 | The Consequence                  | —           | —           | Hold Me Down          |
| 2010 | Underdog                         | 49          | —           | Hold Me Down          |
| 2010 | Liquid Confidence                | 86          | —           | Hold Me Down          |
| 2010 | Stay with Me                     | 52          | 2           | Hold Me Down          |
| 2011 | Rescue Me (feat. Chiddy)         | 21          | —           | /                     |
| 2011 | Loverboy                         | 39          | 2           | Sinners Never Sleep   |
| 2011 | Bite My Tongue (feat. Oli Sykes) | 124         | 4           | Sinners Never Sleep   |
| 2012 | The Swarm                        | 23          | 1           | /                     |
| 2012 | No One Does It Better            | 92          | —           | Sinners Never Sleep   |
| 2012 | Reckless                         | —           | 1           | Sinners Never Sleep   |
| 2013 | Lived a Lie                      | 11          | 1           | Cavalier Youth        |
| 2013 | Fresh Start Fever                | 46          | 1           | Cavalier Youth        |
| 2014 | Room to Breathe                  | 182         | 4           | Cavalier Youth        |
| 2014 | Cold Night                       | 171         | 2           | Cavalier Youth        |
| 2014 | Forgive and Forget               | —           | —           | Cavalier Youth        |

### Altri brani classificati
| Anno | Titolo                | Classifiche | Album di provenienza |
| Anno | Titolo                | UK          | Album di provenienza |
| ---- | --------------------- | ----------- | -------------------- |
| 2010 | Starry Eyed           | 104         | Stay with Me         |
| 2011 | Knew It Was You       | 154         | Rescue Me            |
| 2011 | Takes One to Know One | 192         | Sinners Never Sleep  |
| 2013 | Hope for the Best     | 75          | Cavalier Youth       |

## Videografia

### Video musicali
| Anno | Titolo                                     | Regista        |
| ---- | ------------------------------------------ | -------------- |
| 2007 | Save It for the Bedroom                    | Lawrence Hardy |
| 2008 | If I Were in Your Shoes                    | Lawrence Hardy |
| 2008 | Gossip                                     | Greg Allan     |
| 2008 | Jealous Minds Think Alike                  | Shane Davey    |
| 2009 | Save It for the Bedroom (seconda versione) | Shane Davey    |
| 2009 | Finders Keepers                            | Nick Bartleet  |
| 2009 | Kiss and Tell                              | James Copeman  |
| 2010 | The Consequence                            | Lawrence Hardy |
| 2010 | Underdog                                   | Nick Bartlett  |
| 2010 | Liquid Confidence                          | Adam Powell    |
| 2010 | Stay with Me                               | Frank Borin    |
| 2011 | Rescue Me (feat. Chiddy)                   | James Lees     |
| 2011 | Loverboy                                   | Eran Creevy    |
| 2011 | Bite My Tongue (feat. Oli Sykes)           | Tim Mattia     |
| 2012 | No One Does It Better                      | Tim Mattia     |
| 2012 | Reckless                                   |                |
| 2013 | Lived a Lie                                |                |
| 2013 | Fresh Start Fever                          |                |
| 2014 | Room to Breathe                            |                |
| 2014 | Cold Night                                 |                |